# Джеймс Гамільтон, 5-й герцог Гамільтон
Джеймс Дуглас-Гамільтон (5 січня 1703 – 2 березня 1743) – шотланський аристократ, V герцог Гамільтон, ІІ герцог Брендон, вождь клану Гамільтон.

## Життєпис
Джеймс Дуглас Гамільтон був сином Джеймса Дугласа Гамільтона (в клані Гамільтон старшому сину вождя традиційно давали ім’я Джеймс) – IV герцога Гамільтон, І герцога Брендон та Елізабет Джеральд (1680 – 1743) – дочки Дігбі Джеральда (1662 – 1684) – V барона Джеральда та леді Елізабет Джеральд (1659 – 1700).
Осіту отримав в Вінчестерському коледжі в 1716 – 1717 роках. Потім вчився в коледжі Крайст-Черч в Оксфорді, який закінчив 6 липня 1719 року.
У листопаді 1712 року після смерті на дуелі свого батька Джеймса Дугласа-Гамільтона  успадкував титули герцогів Гамільтон та Брендон. У 1724 році герцог Джеймс Гамільтон отримав звання генерала, у 1727 – 1733 роках мав посаду верховного лорд-камергера. Герцог Гамільтон вважався нелояльним до Ганноверської династії Великої Британії, коливався між якобітами і прихильниками короля. Помер він до повстання якобітів у 1745 році і лишається невідомим до якої сторони він би примкнув чи лишився б принципово нейтральним.

## Родина і діти
Герцог Джеймс Гамільтон був одружений тричі. Перший раз він одружився 14 лютого 1723 року – на день святого Валентина. Одружився з леді Анною Кокрейн (1706 – 1724) – дочкою Джона Кемпбелла Кокрейна (1687 – 1720) – IV графа Дандональда та Анни Мюррей (пом. 1710). У них був один син:
- Джеймс Гамільтон (1724 – 1758) – VI герцог Гамільтон

Після пологів Анна Кокрейн померла 14 серпня 1724 року. Через місяць герцог Гамільтон одружився вдруге з Елізабет Странгвейс – дочкою Томаса Странгвейса. Дітей в цьому шлюбі не було. Вона померла 3 листопада 1729 року.
21 серпня 1737 року герцог одружився втретє – з Анною Спенсер (1720 – 1771) – дочкою Едварда Спенсера. У цьому шлюбі були діти:
- леді Анна Гамільтон (1738 – 1780)
- Арчібальд Гамільтон (1740 – 1819)
- лорд Спенсер Гамільтон (1742 – 1791)

2 березня 1743 року герцог Джеймс Гамільтон у віці 40 років помер від жовтяниці і паралічу в Баті. 24 грудня 1754 року його вдова Анна Гамільтон вдруге вийшла заміж за Річарда Севіджа Нассау (1723 – 1780) і мала з ним трьох дітей.